# Леон Пастернак
Леон Пасте́рнак (пол. Leon Pasternak, 12 серпня 1910, Львів — 14 жовтня 1962, Варшава) — польський письменник. Перекладав твори українських і російських поетів, зокрема переклав «Заповіт» Т. Шевченка.

## Біографія
Провів у тюрмах, у тому числі в Березі-Картузькій, близько 5 років. Один із засновників журналу «Левар» («Домкрат»), що виходив у 1933—36 роках. З 1939 року жив і працював у Радянському Союзі. Член компартії Польщі, з 1948 — ПОРП. З 1943 року у складі польської дивізії ім. Косцюшка брав участь у ДСВ. Після 2-ї світової війни жив у ПНР.

## Творчість
Повість «Комуна міста Ломжі» (1952) — про польських комуністів. Автор поетичних збірок «Вибрані вірші» (1941), «Слова здалеку» (1944) та інших, збірок оповідань «День розплати» (1956), «Гіркий хліб» (1961), «Гніт; полонені» (1964) тощо.
Т. Шевченку присвятив статтю «Ніч під Каневом» (1951).

## Українські переклади
- Вибрані вірші. — Київ — Львів. — 1941.
- В'єтнам волає. // Всесвіт. — 1967, № 3.